# Locked Inside a Dream
Albums de Alyssa Milano
The Best in the World Do You See Me?
Locked Inside a Dream est le titre du quatrième album d'Alyssa Milano sorti le 21 mai 1991.

## Les chansons
| #   | Titre                                                        | Durée |
| --- | ------------------------------------------------------------ | ----- |
| 1.  | "No Secret" (Joey Carbone, Jeff Carruthers, Mike Watson)     | 4:25  |
| 2.  | "I Want Your Number" (Jamey Jaz, Ren Toppano)                | 4:50  |
| 3.  | "Every Single Kiss" (Tom Milano, Charles M. Inouye)          | 4:00  |
| 4.  | "Closer To You" (Jamey Jaz, Ren Toppano, Alyssa Milano)      | 4:00  |
| 5.  | "Your Lips Don't Lie" (Jamey Jaz, Ren Toppano, Ron Freeland) | 4:56  |
| 6.  | "Through It All" (Jamey Jaz, Ren Toppano, Bobby Huff)        | 4:50  |
| 7.  | "Say A Prayer Tonight" (Tom Milano, Charles M. Inouye)       | 4:56  |
| 8.  | "Locked Inside A Dream" (Tom Milano, Charles M. Inouye)      | 3:57  |
| 9.  | "Count On Me" (Joey Carbone, Dennis Belfield)                | 4:35  |
| 10. | "New Sensation" (Joey Carbone, Jeff Carruthers)              | 4:15  |

## Les singles
| #  | Titre           | B-Side                  | Format      | Date          |
| -- | --------------- | ----------------------- | ----------- | ------------- |
| 1. | "New Sensation" | "New Sensation"(TV Mix) | 3" CD       | 21 avril 1991 |
| 2. | "No Secret"     | "Your Lips Don't Lie"   | CD/Cassette | 1993          |